# Myospila otanesi
Myospila otanesi este o specie de muște din genul Myospila, familia Muscidae. A fost descrisă pentru prima dată de Malloch în anul 1926. Conform Catalogue of Life specia Myospila otanesi nu are subspecii cunoscute.